# 黒澤洋
黒澤 洋（くろさわ よう、1926年12月2日 - 2000年1月2日）は、日本の銀行家。日本興業銀行（現・みずほ銀行）頭取、同会長を歴任。

## 人物
1944年に東京高等師範学校附属中学校（現・筑波大学附属中学校・高等学校）を卒業。附属中の同期には、星新一（小説家）、槌田満文（武蔵野大学名誉教授）、今村昌平（映画監督）、大野公男（元北海道情報大学学長）、児玉進（映画監督）、星野英一（東京大学名誉教授）などがいる。
1950年に東京大学法学部を卒業し、日本興業銀行に入行。入社11年目にドイツ銀行に出向して以来、長年にわたり国際畑を歩み、日本で数少ない世界に名の通った国際派バンカーだった。
1990年、第6代興銀頭取に就任。金融自由化と国際化の流れのなか、法人取引主体の事業金融の専門家集団の充実を図るという目標を掲げた。しかし、頭取在任期間中、バブル処理とリストラに追われ、国会に参考人として召致されたことも2度あった。金融制度改革法の施行により、興銀証券（後の、旧・みずほ証券）を証券業務に進出させ、普通社債の引き受けで高いシェアを得るまでに成長させた。1996年会長就任。
2000年1月2日死去。73歳。